# Curtara sufflara
Curtara sufflara är en insektsart som beskrevs av Delong 1980. Curtara sufflara ingår i släktet Curtara och familjen dvärgstritar. Inga underarter finns listade i Catalogue of Life.